# Одиннадцатиточечная коровка
Одиннадцатиточечная коровка (лат. Coccinella undecimpunctata) — вид жуков из семейства божьих коровок.

## Распространение
Вид эндемичен для Палеарктики. Жуки распространены в Европе, Северной Африке, России, Украине, Молдавии, Казахстане, Средней Азии, Западной Азии, Афганистане, Монголии, Китае, Пакистане и Северной Индии. Были интродуцированы в Австралию и Новую Зеландию.
В России известны, например, в Астраханской и Мурманской областях.